# Ana Rosa de Araújo
Ana Rosa de Araújo Galvão (São Paulo, 4 de setembro de 1787 — 1860) foi uma filantropa brasileira que em seu testamento doou três quartos de seu patrimônio para obras da caridade.
Filha do capitão Manuel Antônio de Araújo e de Dona Joaquina de Andrade de Araújo, residia na Rua da Imperatriz, na cidade de São Paulo, hoje denominada Rua XV de Novembro. Aos 28 anos de idade, casou-se com o capitão Inácio Correia Galvão, natural de vila de Guaratinguetá.
Já bem idosa, viúva e sem herdeiros diretos, ditara o seu testamento ao cônego Joaquim do Monte Carmelo, assinando-o a 10 de junho de 1860.
A abertura do testamento deu-se a 10 de julho do mesmo ano, sendo de sua vontade que três quartas partes de seus haveres, fossem distribuídos em esmolas aos pobres, podendo o testamento, a seu arbítrio, doá-las a obras pias.
Alguns dos testemunhos nomeados já haviam morrido quando se deu a abertura do testamento e outros se encontravam ausentes do país. Dentre os que se encontravam presentes, a escolha recaiu no nome do senador Francisco Antônio de Sousa Queirós. Para atender ao desejo da falecida, ele preferiu optar pela cláusula de aplicação das três quartas partes do legado em obras pias.
Dotar a cidade de uma associação de amparo à infância já fazia parte das cogitações do senador. Reunindo as contribuições de parentes e amigos às suas, o senador completou os fundos necessários à formação da "Sociedade Protetora da Infância Desvalida", hoje "Associação Barão de Sousa Queiróz, de Proteção à Infância e a Juventude", fundada a 10 de novembro de 1874.[carece de fontes?]
Em homenagem à memória de Ana Rosa de Araújo Galvão, o internato da entidade recebeu o nome de Instituto Ana Rosa, localizado no distrito paulistano de Vila Sônia.
Nas proximidades do Instituto também há uma escola estadual denominada Escola Estadual Dona Ana Rosa de Araújo.
Levam, ainda, o nome de Ana Rosa de Araújo um largo e uma estação do metrô de São Paulo, ambos localizados no bairro paulistano de Vila Mariana.